# Ewa Lisowska
Ewa Teresa Lisowska (ur. 1953) – polska ekonomistka, doktor habilitowany nauk ekonomicznych, profesor nadzwyczajna Szkoły Głównej Handlowej w Warszawie.
Specjalizuje się w problematyce aktywności ekonomicznej kobiet, w szczególności na obszarze Europy Środkowej i Wschodniej. Habilitację uzyskała w dniu 29 września 2015 r. w Kolegium Analiz Ekonomicznych SGH na podstawie dorobku naukowego oraz jednotematycznego cyklu publikacji z zakresu przedsiębiorczości kobiet, a także oryginalnego osiągnięcia projektowego Gender Index. Pracuje w Instytucie Międzynarodowego Zarządzania i Marketingu, stanowiącego część Kolegium Gospodarki Światowej SGH. Wcześniej wykładała w Instytucie Gospodarstwa Społecznego SGH. Jest redaktor naukową czasopisma Kobieta i Biznes.